# Leonhard Lutz
Leonhard „Leo“ Lutz (* 24. November 1913 in Nürnberg; † 5. Dezember 1975 in München) war ein deutscher Industriemanager und von 1964 bis 1967 Staatssekretär im hessischen Wirtschaftsministerium.

## Politik
Lutz, Sohn eines Chemiefabrikanten, studierte Volks- und Betriebswirtschaft. Er wurde 1938 an der damaligen Hindenburg-Hochschule Nürnberg mit einer Arbeit unter dem Titel „Faschistische und Nationalsozialistische Wirtschaft - Der Versuch eines kritischen Vergleiches“ zum Dr. rer. pol. promoviert.
Lutz wechselte dann in die Wirtschaft und war von 1938 bis 1941 als Konzernrevisor bei der Gutehoffnungshütte tätig, anschließend bis Kriegsende als Direktionsassistent bei der I.G. Farben. 1949 wurde er Finanzdirektor bei Th. Goldschmidt, dann Finanzvorstand der Düsseldorfer Schneider-Gruppe und schließlich stellvertretender Generaldirektor von Henschel in Kassel. 1964 wechselte er als Staatssekretär ins hessische Wirtschafts- und Verkehrsministerium.
Er kehrte zum 1. Januar 1969 als Vorstandsvorsitzender der Gebrüder Stumm GmbH in die Wirtschaft zurück. Nachdem der Konzern aufgrund von Fehlspekulationen in der Zeit der ersten Ölkrise 1974 in Konkurs gegangen war, wurde Lutz am 4. Dezember 1975 wegen des Verdachts auf Untreue und weiterer Vergehen inhaftiert und nahm sich tags darauf in der Justizvollzugsanstalt München-Stadelheim das Leben.